# Лукаш Кухарчик
Лукаш Кухарчик (пол. Łukasz Kucharczyk, 1990) — польський письменник-фантаст, доктор гуманітарних наук.

## Біографія
Лукаш Кухарчик закінчив Університет кардинала Стефана Вишинського, та працює в цьому ж університеті ад'юнктом на кафедрі літератури XX століття. У 2021 році вийшло друком його наукове дослідження «Межі тіла. Соматопоетика у творчості Станіслава Лема» (пол. Granice ciała. Somapoetyka w twórczości Stanisława Lema). У 2022 році вийшов дебютний фентезійний роман письменника «Гранти і дракони» (пол. Granty i smoki), що є пародією на академічне середовище, та фактично є збіркою оповідань. За цей роман Кухарчик номінувався на польські премії «Шльонкфа» та премію імені Януша Зайделя, а в 2023 році отримав премію Єврокона кращому дебютанту «Chrysalis».